# Mohamed Iltaf Sheikh
Mohamed Iltaf Sheikh (13 de julho de 1942 - 22 de setembro de 2022) foi um presidente muçulmano de uma seguradora inglesa, ao qual foi conferido um título de par vitalício da House of Lords em 2006. Com o título, ele passou a ser o "Barão Sheikh" de Cornhill, na City de Londres.